# Eugen Böhm von Bawerk
Eugen Böhm Ritter von Bawerk (* 12. Februar 1851 in Brünn als Eugen Böhm; † 27. August 1914 in Kramsach, Tirol; in Kurzform auch Eugen von Böhm-Bawerk) war ein österreichischer Ökonom. Er gilt als Vertreter der Wiener Schule und Begründer der österreichischen Kapitaltheorie.

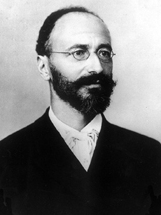
Eugen Böhm von Bawerk um 1897

## Leben
1854 wurde Eugen Böhms Vater Johann Karl Böhm durch Kaiser Franz Joseph I. mit dem Ritterkreuz des Leopold-Ordens ausgezeichnet und aufgrund der Ordensstatuten in den erblichen österreichischen Ritterstand erhoben, wobei er sich das Prädikat „von Bawerk“ wählte. Der Name Eugen Böhms änderte sich damit auf Eugen Böhm Ritter von Bawerk, den Böhm-Bawerk jedoch kaum nutzte, sondern er unterschrieb offiziell in der Regel mit Eugen von Böhm-Bawerk oder Eugen Böhm-Bawerk.
Nach der Matura am Wiener Schottengymnasium studierte Böhm-Bawerk 1868 bis 1872 Rechts- und Staatswissenschaften in Wien und trat 1872 in den niederösterreichischen Finanzdienst ein, wo er bis 1880 blieb. Im Jahr 1875 wurde Böhm-Bawerk promoviert und verbrachte die anschließenden zwei Jahre in einem Studienurlaub in Heidelberg, Leipzig und Jena bei Karl Knies, Wilhelm Roscher und Bruno Hildebrand. 188 heiratete er die Schwester seines Jugendfreundes  Prof. Dr. phil. Leopold Freiherr von Wieser (1851–1926), Paula von Wieser (24. Mai 1924 – 17. Januar 1928).
Nach seiner Habilitation in Politischer Ökonomie 1880 übernahm er 1881 erste Lehrverpflichtungen an der Universität Innsbruck. Dort wurde er 1884 zum Professor berufen, ein Amt, das er bis 1889 bekleidete. Zu dieser Zeit schrieb und veröffentlichte er Kapital und Kapitalzins, ein zweibändiges Werk über die Zinstheorie unter Berücksichtigung bedeutender Finanzwissenschaftler, das ab 1884 veröffentlicht wurde.
Ab 1889 arbeitete er erst als Ministerialrat, später als Sektionschef im Finanzministerium an der Reform der direkten Besteuerung. 1895 wurde er österreichischer Finanzminister. In dieser Funktion verfolgte er vor allem das Ziel eines ausgeglichenen Staatshaushaltes und die strikte Einhaltung der Golddeckung der österreichischen Währung. Nach dreimaliger Amtszeit als Finanzminister in verschiedenen Kabinetten (1895, 1897–1898, 1900–1904) trat er 1904 von seinem Posten zurück, um eine Professur an der Universität Wien zu übernehmen, wo er bis zu seinem Tode 1914 lehrte. Im September 1899 war er außerdem zum Mitglied des Herrenhauses berufen worden.  Böhm-Bawerk war von 1911 bis zu seinem Tod Präsident der Kaiserlichen Akademie der Wissenschaften (später Österreichische Akademie der Wissenschaften).

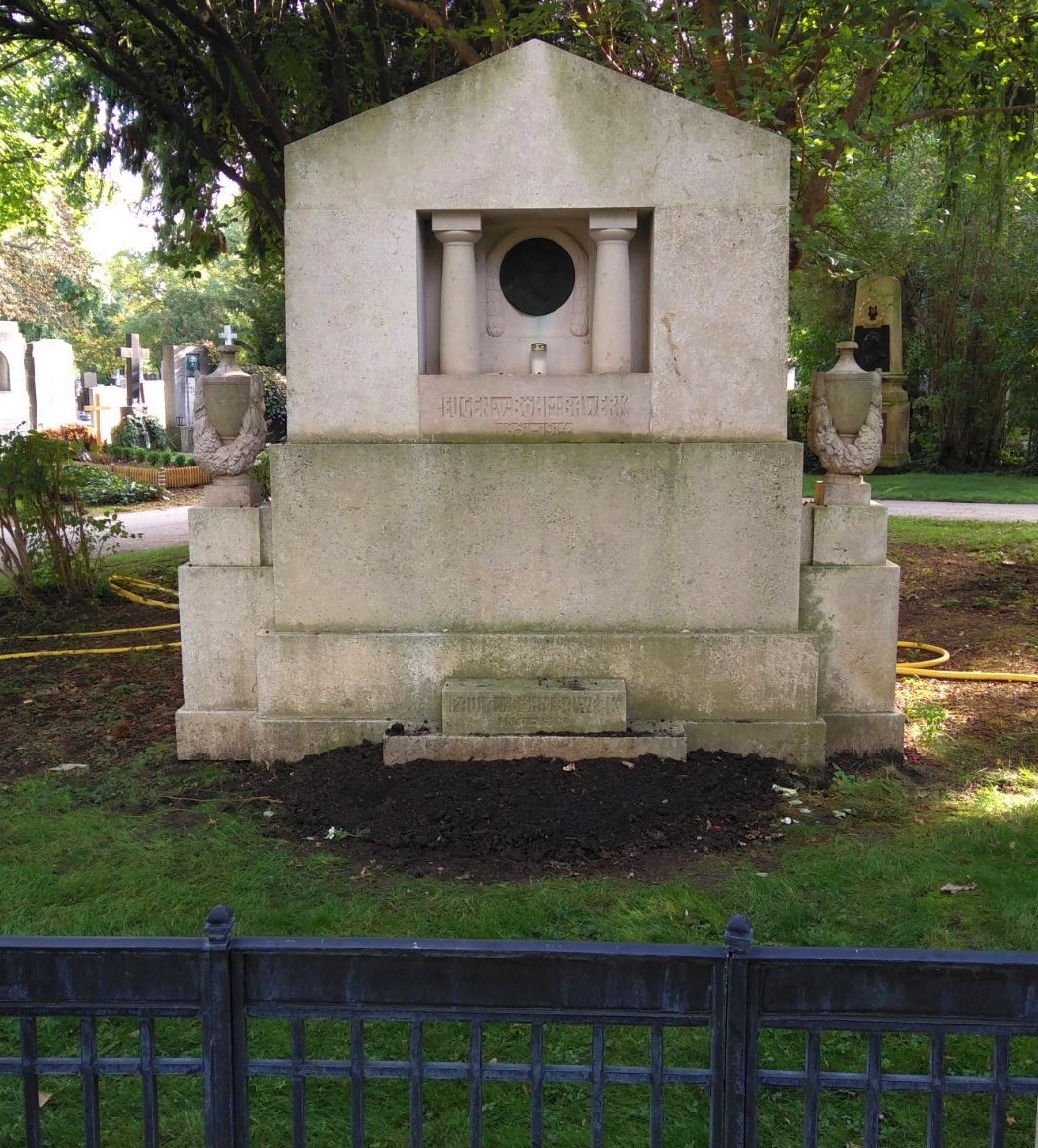
Ehrengrab von Eugen Böhm von Bawerk auf dem Wiener Zentralfriedhof

Kurz vor seinem Tod 1914 veröffentlichte Böhm-Bawerk den Aufsatz Macht oder ökonomisches Gesetz?. Darin postulierte Böhm-Bawerk, dass Löhne über das „ökonomische Gesetz“ von Angebot und Nachfrage bestimmt werden und nicht über veränderliche Machtverhältnisse zwischen Unternehmer und Arbeiter. Solche ökonomischen Gesetze lassen sich nach Ansicht von Böhm-Bawerk auch durch staatliches Eingreifen nicht außer Kraft setzen. Damit stand er im Methodenstreit der Nationalökonomie an der Seite Carl Mengers und im Widerspruch zur Historischen Schule um Gustav von Schmoller.
Neben Carl Menger und Friedrich von Wieser gilt er damit als Begründer der sogenannten Österreichischen Schule der Nationalökonomie, die später von seinem Schüler Ludwig von Mises fortgeführt wurde. Weitere Schüler Böhm-Bawerks, die sich allerdings teilweise anderen Richtungen zuwandten, waren Otto Bauer, Otto Neurath und Joseph Schumpeter.
Böhm-Bawerk hielt den Gewinn des Unternehmers für eine Voraussetzung zur Erwirtschaftung eines Sozialprodukts und sah sich damit im Gegensatz zu Karl Marx.
Zur Handelsbilanz vertrat Bawerk die Ansicht, dass Güterströme zwischen verschiedenen Gebieten endgültig nur durch andere Güterströme wieder ausgeglichen werden können, nicht durch Geld. Die Export- und Importdaten wiederum „müssen sich schließlich zu denjenigen Summen und Differenzen“ aus den Daten der Zahlungsbilanz zusammenfügen. „Die Zahlungsbilanz befiehlt, die Handelsbilanz gehorcht“. Verschiedene Spar- und Investitionsentscheidungen (Kapital- bzw. Devisenbilanz) bestimmen somit nach Bawerk wie sich die Handelsbilanz bzw. Leistungsbilanz entwickelt.
Ein Porträt von Eugen von Böhm-Bawerk war auf der letzten österreichischen 100-Schilling-Banknote zu finden.
Er ruht in einem Ehrengrab auf dem Wiener Zentralfriedhof (Gruppe 32 A, Nummer 52).

## Schriften (Auswahl)

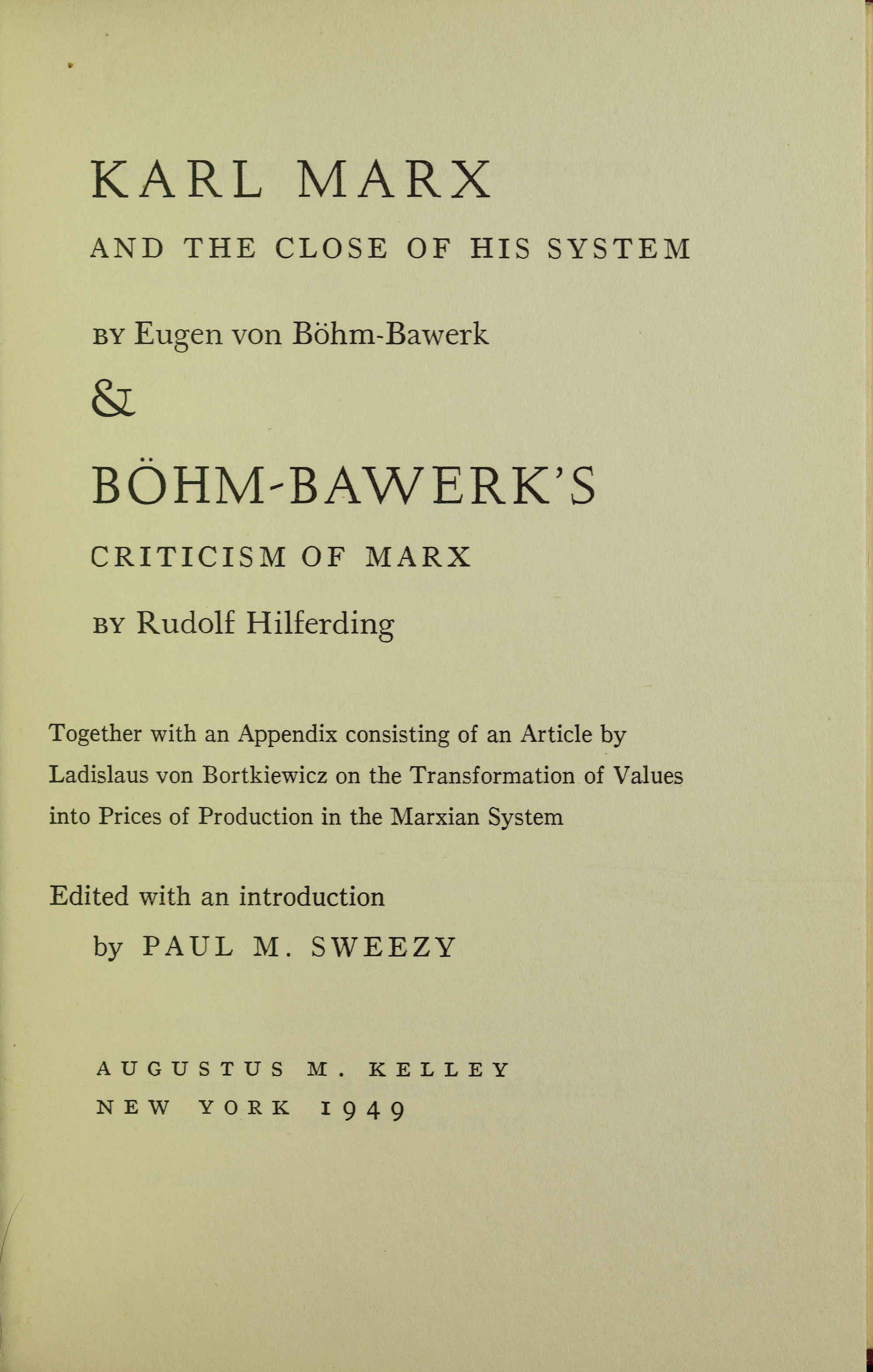
Karl Marx and the close of his system

- Kapital und Kapitalzins. Wagner, Innsbruck 1884.
- Macht oder Ökonomisches Gesetz? In: Zeitschrift für Volkswirtschaft, Sozialpolitik und Verwaltung. Band 23 (1914), S. 205–271 (Textversion Digitalisat).
- Gesammelte Schriften. Herausgegeben von Franz X. Weiss, Wien 1924 (Digitalisate bei archive.org).
- Eugen von Böhm-Bawerk: Zum Abschluss des Marxschen Systems. In: Otto v. Boenigk (Hrsg.): Staatswissenschaftliche Arbeiten – Festgaben für Karl Knies zur fünfundsiebzigsten Wiederkehr seines Geburtstages. O. Haering, Berlin 1896, S. 87–205 [= S. 51–101 in der PDF-Datei] (online).